# Vars (Altos-Alpes)
Vars é uma comuna francesa na região administrativa da Provença-Alpes-Costa Azul, no departamento de Altos-Alpes. Estende-se por uma área de 92,2 km². Em 2010 a comuna tinha 534 habitantes (densidade: 5,8 hab./km²).